# 福井県道24号小浜上中線

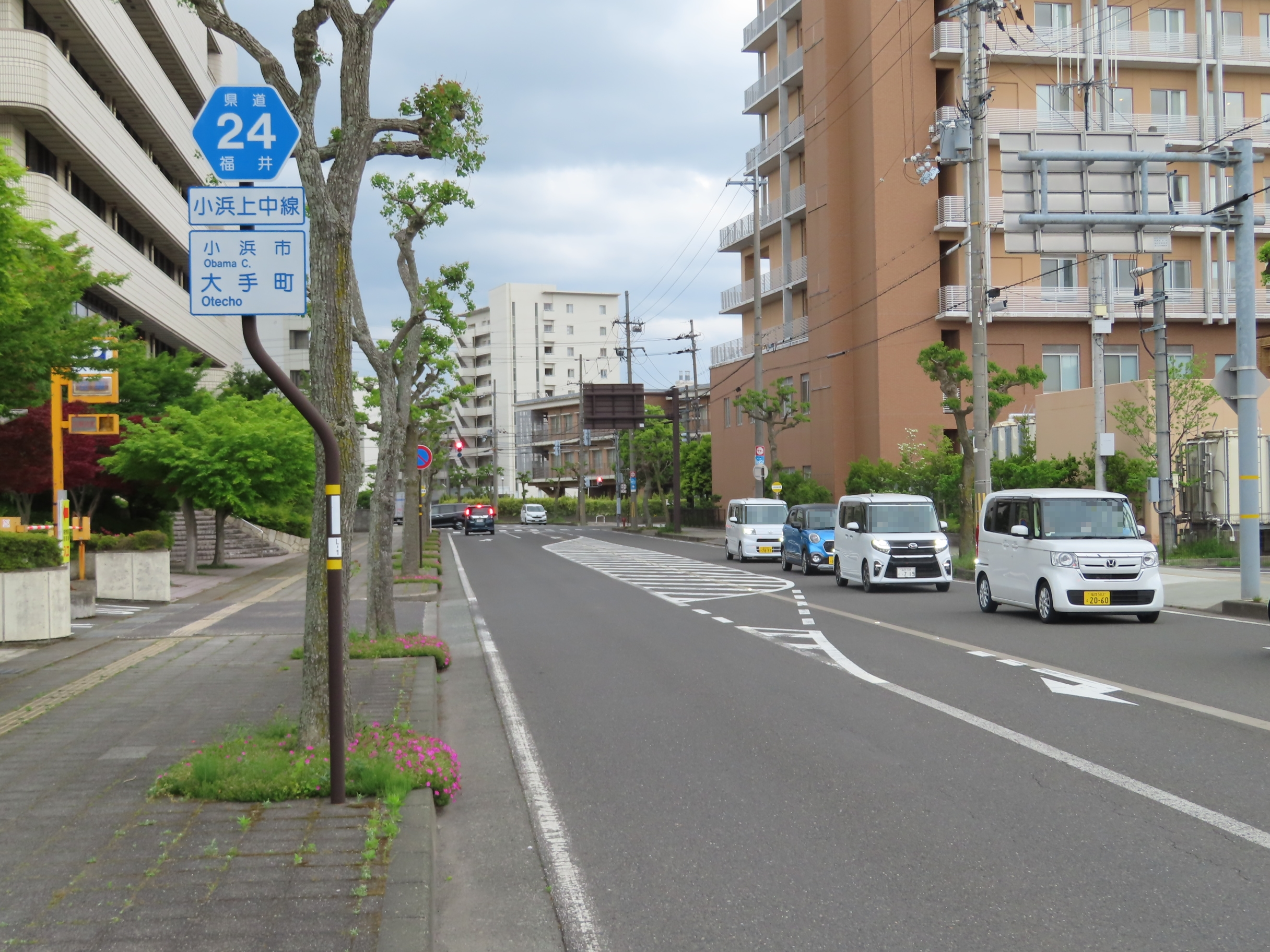
小浜市大手町（2023年5月）

福井県道24号小浜上中線（ふくいけんどう24ごう おばまかみなかせん）は、福井県小浜市と三方上中郡若狭町を結ぶ県道（主要地方道）である。

## 概要

### 路線データ
- 起点：福井県小浜市小浜清滝
- 終点：福井県三方上中郡若狭町井ノ口

起点から国道162号のわずかな区間を除いて、全線片側一車線が確保された快走路である。併走する国道27号が通行不能となった場合の迂回路としての役割を担っている。福井県道22号上中田烏線と役割を二分し、若狭の大動脈である国道27号を補完する道路として指定されている路線である。

## 歴史
- 1993年（平成5年）5月11日 - 建設省から、県道小浜上中線が小浜上中線として主要地方道に指定される[1]。

## 路線状況
起点から国道162号との重複区間までは港の道という雰囲気である。またそれ以降は非常に高規格な道路が終点まで続く。その割に交通量は多くなく信号も少ない。国道27号はこの区間バイパスではないので、大規模な事故等で通行不能となることも考えられるため、若狭地方の主要地方道の中でも特に重要な県道と推測される道である。

### 重複区間
- 国道162号・福井県道107号泊小浜停車場線（小浜市千種 - 小浜市大手町）
- 福井県道22号上中田烏線（三方上中郡若狭町若狭テクノバレー - 三方上中郡若狭町井ノ口）

### 道の駅
- 道の駅若狭おばま

## 地理

### 通過する自治体
- 小浜市
- 三方上中郡若狭町

### 交差する道路
- 福井県道15号小浜港線（小浜市小浜清滝・清滝交差点、起点）
- 国道162号・福井県道107号泊小浜停車場線（小浜市一番町・小浜NTT前交差点）
- 国道162号（福井県道107号泊小浜停車場線 重複）（小浜市大手町・市役所前交差点）
- 舞鶴若狭自動車道 小浜インターチェンジ・福井県道267号小浜インター線（小浜市和久里・小浜IC交差点）
- 福井県道220号羽賀東小浜停車場線（小浜市遠敷・小浜市農協会館東交差点）
- 福井県道219号本保平野線（三方上中郡若狭町上野木・上野木交差点）
- 福井県道246号杉山兼田線（三方上中郡若狭町兼田・堤交差点）
- 福井県道22号上中田烏線（三方上中郡若狭町若狭テクノバレー・テクノバレー入口交差点 -＜重複＞- 同町井ノ口・井ノ口交差点、終点）
- 国道27号（三方上中郡若狭町井ノ口・井ノ口交差点、終点）

### 沿線にある施設など
- 小浜市役所